# Longhu, Fujian
Longhu är en köping i sydöstra Kina. Den ligger i Jinjiang i staden Quanzhou i provinsen Fujian, omkring 170 kilometer sydväst om provinshuvudstaden Fuzhou. 